# El Salvador i olympiska sommarspelen 2008
El Salvador i olympiska sommarspelen 2008 bestod av 3 idrottare som blivit uttagna av El Salvadors olympiska kommitté.

## Brottning
- Huvudartikel: Brottning vid olympiska sommarspelen 2008

| Ingrid Medrano | Flugvikt | Bye | Dobre (ROU) W 3-1 | Bakatyuk (KAZ) L 2-5 | Gick inte vidare | Gick inte vidare | Gick inte vidare | Gick inte vidare | Gick inte vidare | Gick inte vidare |

## Cykling
- Huvudartikel: Cykling vid olympiska sommarspelen 2008

### Landsväg
Herrar'
| Cyklist                  | Gren      | Tid    | Placering |
| ------------------------ | --------- | ------ | --------- |
| Mario Wilfredo Contreras | Linjelopp | Avbröt | Avbröt    |

### Bana
Förföljelse
| Cyklist       | Gren               | Kvalificering | Kvalificering | 1:a omgången     | 1:a omgången     | Final            | Final            |
| Cyklist       | Gren               | Tid           | Placering     | Motståndare Tid  | Placering        | Motståndare Tid  | Placering        |
| ------------- | ------------------ | ------------- | ------------- | ---------------- | ---------------- | ---------------- | ---------------- |
| Evelyn García | Förföljelse, damer | 3:56.849      | 13            | Gick inte vidare | Gick inte vidare | Gick inte vidare | Gick inte vidare |

Poänglopp
| Cyklist       | Gren             | Poäng/varv | Placering |
| ------------- | ---------------- | ---------- | --------- |
| Evelyn García | Poänglopp, damer | 0          | 16        |

## Friidrott
- Huvudartikel: Friidrott vid olympiska sommarspelen 2008

Förkortningar
- Noteringar – Placeringarna avser endast löparens eget heat
- Q = Kvalificerad till nästa omgång
- q = Kvalificerade sig till nästa omgång som den snabbaste idrottaren eller, i fältgrenarna, via placering utan att uppnå kvalgränsen.
- NR = Nationellt rekord
- N/A = Omgången ingick inte i grenen
- Bye = Idrottaren behövde inte delta i denna omgång

Herrar
Bana och landsväg
| Idrottare     | Gren       | Final    | Final     |
| Idrottare     | Gren       | Resultat | Placering |
| ------------- | ---------- | -------- | --------- |
| Salvador Mira | 50 km gång | DSQ      | DSQ       |

Damer
Bana & landsväg
| Idrottare          | Gren       | Final    | Final     |
| Idrottare          | Gren       | Resultat | Placering |
| ------------------ | ---------- | -------- | --------- |
| Verónica Colindres | 20 km gång | 1:36.52  | 38        |

## Judo
Herrar
| Idrottare         | Gren                     | Inledande omgång     | Sextondelsfinal           | Åttondelsfinal       | Kvartsfinal          | Semifinal            | Återkval 1           | Återkval 2           | Återkval 3           | Final / BM           | Final / BM       |
| Idrottare         | Gren                     | Motståndare Resultat | Motståndare Resultat      | Motståndare Resultat | Motståndare Resultat | Motståndare Resultat | Motståndare Resultat | Motståndare Resultat | Motståndare Resultat | Motståndare Resultat | Placering        |
| ----------------- | ------------------------ | -------------------- | ------------------------- | -------------------- | -------------------- | -------------------- | -------------------- | -------------------- | -------------------- | -------------------- | ---------------- |
| Franklin Cisneros | Halv mellanvikt (-81 kg) | BYE                  | Stevens (USA) L 0000–1011 | Gick inte vidare     | Gick inte vidare     | Gick inte vidare     | Gick inte vidare     | Gick inte vidare     | Gick inte vidare     | Gick inte vidare     | Gick inte vidare |

## Rodd
Damer
| Idrottare            | Gren          | Heat    | Heat      | Kvartsfinal | Kvartsfinal | Semifinal | Semifinal | Final   | Final     | Final |
| Idrottare            | Gren          | Tid     | Placering | Tid         | Placering   | Tid       | Placering | Tid     | Placering |       |
| -------------------- | ------------- | ------- | --------- | ----------- | ----------- | --------- | --------- | ------- | --------- | ----- |
| Camila Vargas Palomo | Singelsculler | 8:32,06 | 3 QF      | 8:11,79     | 5 SC/D      | 8:22,35   | 4 FD      | 8:02,91 | 22        |       |

## Simning
- Huvudartikel: Simning vid olympiska sommarspelen 2008

## Skytte
- Huvudartikel: Skytte vid olympiska sommarspelen 2008

## Tennis
| Spelare        | Gren       | Omgång 1                      | Omgång 2                 | Åttondelsfinaler  | Kvartsfinaler     | Semifinaler       | Final / BM        | Final / BM       |
| Spelare        | Gren       | Motståndare Poäng             | Motståndare Poäng        | Motståndare Poäng | Motståndare Poäng | Motståndare Poäng | Motståndare Poäng | Placering        |
| -------------- | ---------- | ----------------------------- | ------------------------ | ----------------- | ----------------- | ----------------- | ----------------- | ---------------- |
| Rafael Arévalo | Herrsingel | Lee H-T (KOR) W 4–6, 6–3, 6–4 | Federer (SUI) L 2–6, 4–6 | Gick inte vidare  | Gick inte vidare  | Gick inte vidare  | Gick inte vidare  | Gick inte vidare |

## Tyngdlyftning
- Huvudartikel: Tyngdlyftning vid olympiska sommarspelen 2008